# 金牌手
金牌手（英語：Gambit），本名為雷米·艾蒂安·勒博（Remy Etienne LeBeau），為漫威漫畫中的一位超級英雄，常與X戰警互動，由作家克里斯·克萊蒙特和藝術家吉姆·李所創作。首次為邁克·柯林斯繪製於《非凡X戰警》#266（1990年8月）中登場。
金牌手屬於變種人，他的能力有將動能注入他物（如撲克牌或長棍）和控制、靜電製造、心靈防禦力及超人般的感官、速度、力量和敏捷。他在用棍、徒手搏擊和射牌方面有全面的了解以及技巧。金牌手的爆炸牌是他最為人所知的一項特點。
在成為X戰警的一員之前，金牌手為紐奧良盜賊集團收養的神秘少年，受研究變種人的驚惡先生教育過，由於他的過去，加入X戰警之初，很少人相信他。與小淘氣有過分分合合的戀情。分裂事件（Schism）後轉到金鋼狼學校任職教員。
受IGN評為漫畫書任何時刻百強英雄排名第65位。

## 人物簡介

### 盜賊組織時期
雷米·艾蒂安·勒博在出生後不久便被新奧爾良的一個盜賊組織拐走；他被視為“白魔鬼”，而組織的人亦相信雷米將來會令盜賊組織跟殺手組織和好。作為成員之一的讓·呂克·勒博收養了雷米，從此他便成為勒博家的一份子。在家族的訓練下雷米很快會成為一個出色的盜賊，而他的異變能力亦開始在這時侯覺醒；當15歲時，他便已經開始為組織的任務行動。
雷米的第一個僱主是一個叫埃塞克斯的教授，他希望雷米為他在政府的秘密機關X武器中偷走一本研究日記。而在X武器的基地中，雷米就正好目睹了X武器的實驗品暴走的過程（即是金鋼狼被鑄上亞德曼合金的事件）；明白到自己要盜取的物品是牽連甚大，雷米私下把日記燒了；組織對雷米的“任務失敗”感到失望，可是埃塞克斯，亦即是驚惡先生假裝的身份卻看穿了雷米的心思，同時亦種下了兩人間的孽緣。
為了令盜賊組織跟殺手組織的和平共存，雷米成為代表跟殺手組織的年輕女殺手貝拉‧唐娜成婚；當貝拉‧唐娜的兄長朱利安向雷米提出較量比試時，雷米卻錯手殺死了朱利安；驚慌下雷米逃離了組織。在週遊列國的過程中，雷米的盜賊技巧得到長進，而他朋友跟敵人的數目亦與日增加；同一時間，雷米亦感到自己體內的異能開始失去控制。迷茫的雷米尋求驚惡先生的幫助，驚惡先生成功幫助雷米控制異能的能量，可是雷米又再欠下驚惡先生一筆人情。
為了償還驚惡先生的人情，雷米為驚惡先生召集了幾個變種人，以“掠奪者”的名義去到地下變種人Morlock居住的下水道世界。跟雷米以為的不同，他以為掠奪者的目的只是觀察地下變種人，卻想不到原來驚惡先生的目的是把這些他認為再沒有實驗價值的變種人殺光。一場單方面的變種人大屠殺開始，雷米盡其能力只能救走一名叫薩拉的小女孩。

### X戰警時期
之後雷米過著自我放逐的日子，直到他在街上遇到一個白髮的黑人女小偷；他發現一位名叫奧洛羅·夢洛的小女孩正被不同的人追逐，在幫助她的過程中，他發現了這個小女孩本來是X戰警的成員暴風女，因為重生之門被變成小女孩；在奧洛羅的引導下雷米加入了X戰警，開始為跟自己同樣的變種人努力。可是，這令雷米更擔心自己的過去曝光；因為X戰警在變種人大屠殺中亦有損傷，而更重要的是，他不希望令他一見鍾情的女隊友小淘氣失望。
未來世界的警察主教由一名在未來倖存的變種人Witness口中得知X戰警會因為隊中的出賣者而滅亡，來到現代後主教便認為這個Witness便是老了的雷米；而他存在於未來的原因，就是因為他便是那個出賣者。這種猜疑一直令兩人之間的關係緊張，而很來亦證實那個出賣者便是由X教授的精神體化身成的狂攻。
雖然雷米很努力想隠暪，可是他曾經為驚惡先生服務，更是掠奪者召集人的事跡始終被揭發出來。因當年事件受到傷害的如天使固然憤怒，但相對來說，感到被暪騙的小淘氣更難接受；小淘氣需要時間冷靜，而X戰警亦把雷米捨棄在南極。之後雷米開始了他的個人冒險，同時亦把一份他的過去終結；經過一段時間的冷靜後，他再加入X戰警。在面對來自異空間的侵略者Khan時，兩人都被Khan的劍所傷，因而失去異變能力；把這視為一份祝福，兩人決定暫時退下火線，以平凡人的身份過活，感情更突飛猛進。

### 天啟騎士
當兩人的能力回復後便回到X戰警中，可是又再變得不能接觸小淘氣成為了兩人關係的絆腳石；這情況在雷米雙眼受傷後便更明顯。極度的不安感令雷米開始迷茫，而小淘氣養母魔形女更從中作梗令二人的間隙更深。當天啟出現在X戰警面前時，為證明自己雷米決定成為天啟的手下「死亡」，希望籍此可以由天啟手上保護X戰警；可是雷米誤算了天啟改造的影響，精神處於不穩定的雷米跟同樣被改造的Sunfire決心逃走，在這時向雷米伸出援手的，卻是驚惡先生。
當X戰警再一次遇到雷米時，他已經回復到被天啟改造前的外表，而同時他亦是驚惡先生手下掠奪者的一份子；掠奪者跟X戰警為了初生的救世主霍普展開爭奪，最後霍普更落入雷米跟驚惡先生手中。可是，這個驚惡先生卻是由魔形女所假扮，目的是想利用霍普去拯救因為吸收了太多人格而面臨崩潰的小淘氣。雖然最終霍普沒有因為小淘氣的力量而死，可是想用犧牲一個性命去拯救自己的行為令小淘氣極度反感，雷米只有暗地裡消失。

### 回歸
驚惡先生的繼承人Amanda想利用X教授的力量去幫她得到驚惡先生的力量，因此請來殺手組織幫忙；跟組織有甚深淵源的雷米亦被牽涉到其中，而這亦成為雷米跟X教授一同旅行的契機。兩人在澳洲發現小淘氣正被由Danger Room化身成的機械人Danger所虐待，Danger不斷把小淘氣過去的種種經歷投射出來；兩人嘗試制止Danger，Danger卻指出，這些是令小淘氣的能力正常成長的必須過程；在X教授的幫助下，小淘氣的異能終於能成功成長，她現在能夠好好地利用自己的能力之餘，也可以接觸其他人而不引起副作用。
雷米跟小淘氣回到X戰警當中，而見證了X戰警擁有自己的土地——烏托邦的事件。就在綠惡魔的黑暗復仇者下台時，鐳射眼指派雷米去摧毀綠惡魔用來消除變種人能力的裝置；雷米輕易打敗了守護裝置的Hijack，可是他的拍檔Input，卻無意中把潛藏在雷米心中「死亡」的人格出來；而更危險的是，現在「死亡」會控制雷米的身體；雖然雷米最後能夠回復自己的意志，可是他開始明白只要被天啟染指過，他的人生便不會再一樣；這個是雷米現在最大的危機。

## 其他媒體

### 電影
- X戰警系列電影
  - 《X戰警：金鋼狼》（2009年），由泰勒·基奇飾演。認識金鋼狼，幫助金鋼狼找到史崔克。
  - 《金牌手》，未成行的計劃作品，原定由查寧·塔圖飾演[3][4]。

- 漫威電影宇宙：由查寧·塔圖飾演。
  - 《死侍與金鋼狼》（2024年）
  - 《復仇者聯盟：末日之戰》（2026年）

### 遊戲
- 《漫威英雄 Online》：玩家創角時可選擇金牌手為遊戲角色，或另付費購買。
- 《X戰警VS快打旋風》，2對2形式對戰格鬥遊戲。玩家可使用的角色之一。
- 《美國超人VS卡普空群雄》，2對2形式對戰格鬥遊戲。玩家可使用的角色之一。
- 《美國超人VS卡普空群雄2》，3對3形式對戰格鬥遊戲。玩家可使用的角色之一。
- 《漫威：未來之戰》：手機遊戲，金牌手是玩家可使用角色之一。
- 《漫威超級戰爭》

## 外部連結
- 漫画书数据库：Gambit
- Spotlight on Gambit at UncannyXmen.net （页面存档备份，存于）
- GambitGuild.com / LeBeau Library （页面存档备份，存于）